# Kirsten Price
Kirsten Price (n. 13 de novembre de 1981, Providence, Rhode Island) és una actriu porno nord-americana.
Malgrat haver nascut a Providence, Rhode Island, Price va créixer a Massachusetts. Després de tenir èxit com a model de bikini i convertir-se en finalista a les competències regionals de Miss Hawaiian Tropic, va començar a posar nua, fer striptease, i eventualment va signar un contracte d'exclusivitat amb Wicked Pictures l'any 2005.
Price es va casar amb l'actor porno Barrett Blade el 9 d'octubre de 2004. Després es van acabar divorciant.
En 2006, com una de les 4 finalistes del reality show My Bare Lady.
Price també va tenir un petit paper en un episodi de la sèrie de televisió Weeds. L'escena inclou actors porno com ara Jessica Jaymes i Lexington Steele.

## Vida personal
Price es va casar amb el seu actor porno Barrett Blade el 9 d'octubre de 2004, però des de llavors es van divorciar. Va prendre una pausa de pel·lícules per a adults durant un temps després que es va divorciar de Blade. Actualment està casada amb l'actor pornogràfic Keiran Lee i té tres fills.

## Premis
- 2007 Premi AVN Millor Actriu de Repartiment (Pel·lícula) – Manhunters[3]
- 2007 Premi AVN Millor Escena de Sexe en grup (Pel·lícula) – FUCK (amb Carmen Hart, Katsuni, Mia Smiles, Eric Masterson, Chris Cannon, Tommy Gunn, Randy Spears)[3]